# 湯之元温泉 (宮崎県)
湯之元温泉（ゆのもとおんせん）は宮崎県西諸県郡高原町蒲牟田（旧国日向国）にある温泉。

## 歴史
開湯は1784年（天明4年）、創業は1902年（明治35年）とされる。
天明の大飢饉の際に農民・永田延寿院法院が開田事業を行った際、温泉地に流れる小川のそばで源泉を発見したとされる。江戸時代には、薩摩藩の家老が湯治に訪れた記録も残っている。明治時代に、延寿院法院から数えて五代目の定作の妻ムメにより、温泉地は現在により近い形に作り替えられた。この時代には湯治場として多くの人が利用し、多くの人が訪れた。昭和の半ばまで、昔ながらの湯治場の光景が見られたとされる。

## 泉質
- 炭酸水素塩泉（冷鉱泉）

二酸化炭素、マグネシウム、ナトリウム、カルシウムを含む高濃度の炭酸泉で、炭酸ガス成分を1300ppm以上含む。

### 湯1キログラム中の主な成分
温泉分析表より抜粋
- 陽イオン
  - ナトリウムイオン182mg
  - マグネシムイオン100mg
  - カルシウムイオン125mg
- 陰イオン
  - 炭酸水素イオン1382mg
- 溶存物質（ガス性のものをのぞく）
  - 遊離二酸化炭素1314mg

### 効能
- 浴用:運動麻痺、筋肉痛、冷え性、動脈硬化症、心臓病、高血圧症、関節痛、うちみ、くじき、慢性消化器病、神経痛、五十肩、きりきず、やけど
- 飲用:糖尿病、肝臓病、慢性消化器病、痛風、慢性便秘

※注 効能はその効果を万人に保証するものではない

## 周辺
ヤイロチョウも訪れる手つかずの自然を残した御池や、神話に登場する日本の神々が国土計画にあたったと言い伝えられる宮之宇都が近くに存在する。

## アクセス
- 自動車: 宮崎自動車道高原インターチェンジから10分。